# 谷口恵美子
谷口 恵美子（たにぐち えみこ、1923年（大正12年）10月10日 - 2023年10月22日）は、日本の宗教家。元生長の家白鳩会総裁。谷口雅春と谷口輝子の長女。

## 来歴
富山県高岡市で生れる。香蘭女学校卒業。1946年、のちに生長の家総裁となる荒地清超（谷口清超）と結婚。
写真撮影を趣味とし、機関誌『生長の家白鳩会』に長く写真を掲載した。また、「母と子のうた」「こどものために」「あかるい窓」「地球の人よ」などの生長の家の聖歌を作詞作曲した。
1979年5月2日、立教五十周年記念白鳩会全国大会が日本武道館で開かれる。恵美子は同大会に登壇し、「議会というのは、日本の国を良くしてゆくために皆が寄り集まって話し合って、立派な日本を築き上げてゆくところであるのに、野党は、与党の言うことにはみんな反対、反対といって演説を聞こうとしない。政治をする人たちがそういう態度であるから、学生たちも学校当局のすることには何でも反対するし、子どもたちは親に反対する」と持論を展開した。
1985年11月22日、夫の谷口清超が第2代生長の家総裁に就任。それに伴い恵美子は第2代生長の家白鳩会総裁に就任した。2009年、白鳩会総裁を退任。
2023年10月22日午前2時に死去。100歳没。

## 家族・親族

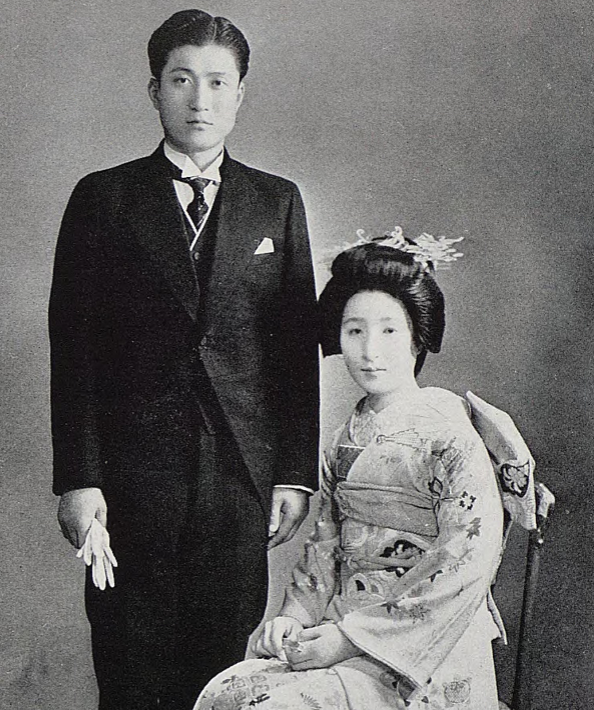
1946年11月13日に荒地清超と結婚し、夫は谷口姓を継いだ。

恵美子は夫・清超との間に3男2女をもうけた。孫は16人（男8人、女8人）いるとされる。
家族
- 谷口清超（夫） - 1919年10月23日生まれ。父親は裁判官をしていた荒地清介。
- 佳代子（長女） - 1947年10月2日生まれ。
- 雅教（長男） - 1948年12月13日生まれ。出生後1年経たずに死去。
- 壽美（次女） - 1950年6月26日生まれ。
- 雅宣（次男） - 1951年12月24日生まれ。
- 貴康（三男） - 1955年6月30日生まれ。

親族
- 古賀浩靖（娘婿） - 1947年8月15日生まれ。生長の家の信者一家に育った[6]。1970年の三島事件に参加し、三島由紀夫と森田必勝の割腹自殺の介錯をした。1974年10月に仮釈放[7]。仮釈放後に恵美子の長女の佳代子と結婚した[8]。荒地姓を継ぎ、荒地浩靖となった。
- 谷口あかり（孫） - 1983年5月13日生まれ。バレエダンサー・ミュージカル女優として活躍。

## 著書
- 『子として母として』日本教文社、1963
- 『光の中をあゆむ』日本教文社、1974
- 『光の輪をひろげよう』日本教文社、1979
- 『愛にこたえて』日本教文社、1983
- 『わたしの玉手箱』日本教文社、1986
- 『花とあそぶ 谷口恵美子写真集』日本教文社、1989
- 『やさしく呼んであげて』日本教文社、1990
- 『こころの旅路』編著 日本教文社、1993
- 『心の散歩道』日本教文社、1995
- 『秋から冬へ 身近な四季 谷口恵美子写真集』日本教文社、1997
- 『春から夏へ 身近な四季 谷口恵美子写真集』日本教文社、1998
- 『神さまからのいただきもの』日本教文社、1999
- 『心の散歩道 その2』日本教文社、2003
- 『四季のうた 谷口恵美子写真集』日本教文社、2004
- 『すべてのものは美しい』日本教文社、2005
- 『鏡の中に 谷口恵美子詩画集』日本教文社、2008
- 『初めて気付いたこと 米寿の散歩道 谷口恵美子写真集』生長の家、2011